# Fritz von Dardel

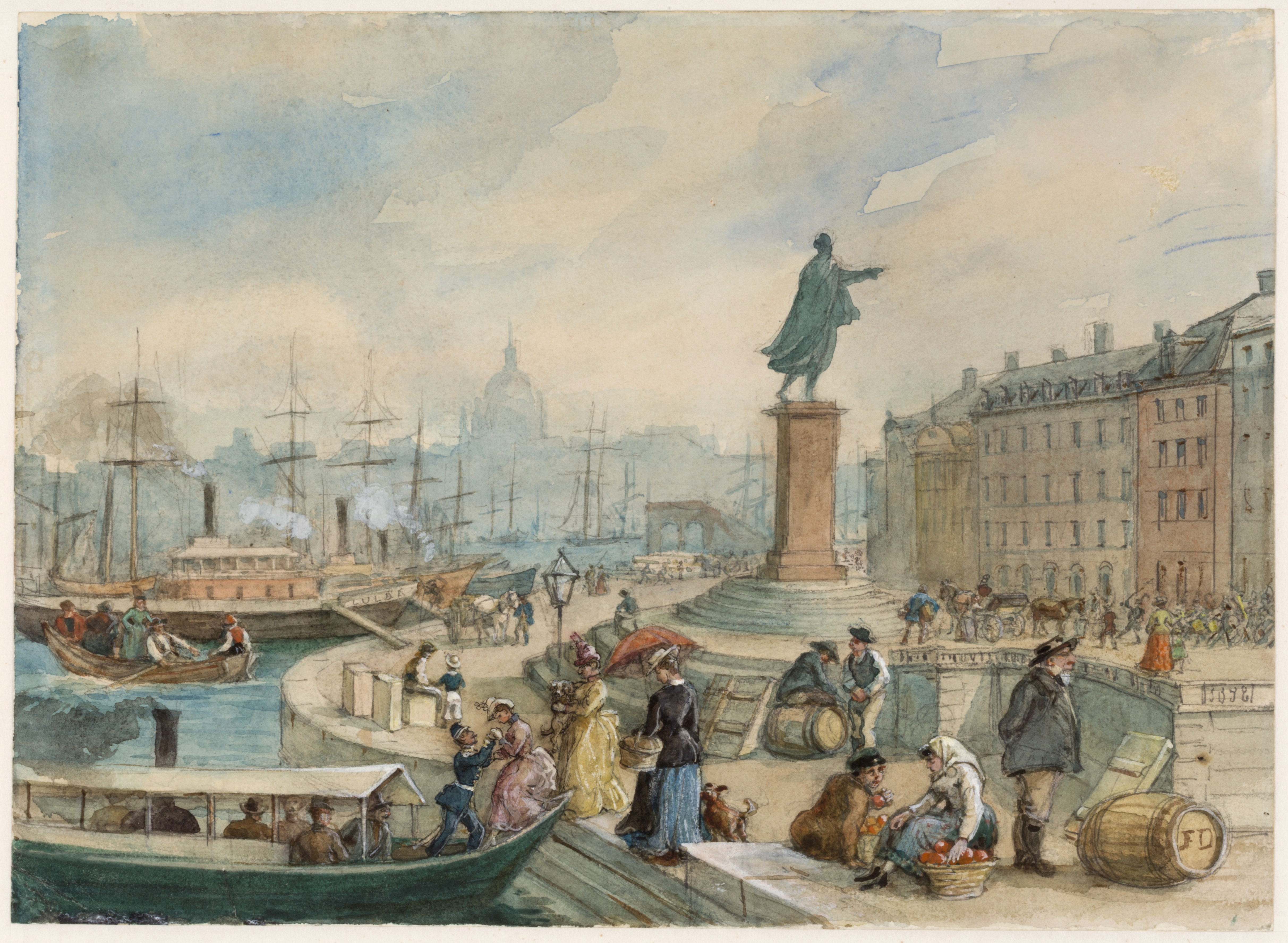
Johan Tobias Sergels Statue Gustavs III. in Stockholm, Gemälde: Fritz von Dardel, 1860

Fritz von Dardel (* 24. März 1817 in Neuenburg, Schweiz; † 27. Mai 1901 in Stockholm) war ein schwedischer Offizier, Maler und Satirezeichner.

## Leben

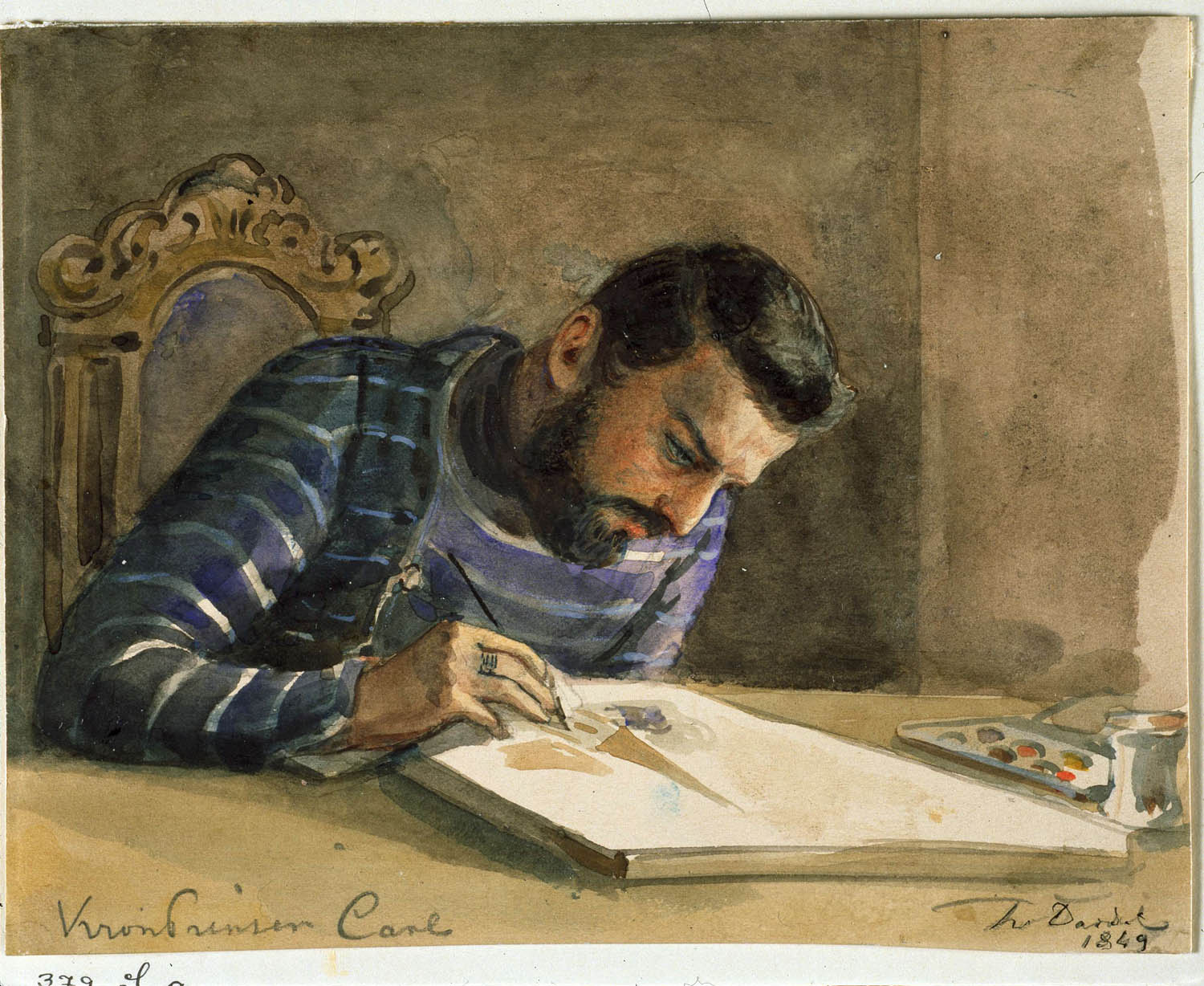
Kronprinz Karl beim Aquarellieren, Aquarell von Fritz von Dardel, 1849

Von Dardel war Sohn des Gutsbesitzers Georges-Alexandre von Dardel und der Gräfin Hedvig Sofia  Lewenhaupt. Nils von Dardel (1888–1943) war ein Enkelsohn. Mit sechzehn Jahren wurde von Dardel Kadett bei einem Artillerieregiment, 1837 Unterleutnant bei der schwedischen Hofgarde und 1862 Oberstleutnant der schwedischen Armee. Schon 1850 wurde er Adjutant beim Kronprinzen, dem späteren Karl XV. Von 1858 bis 1862 diente von Dardel als Militärattaché in Paris. 1864 wurde von Dardel Wortführer der Schwedischen Kunstakademie, der er seit 1861 als Mitglied angehörte. Außerdem war er 25 Jahre (1867–1892) Wortführer des leitenden Gremiums am Nationalmuseum.
Bei mehreren Kunstausstellungen in Europa (1867, 1871, 1873 und 1878) und Philadelphia (1876) gehörte er zu den Juroren.
Von Dardel persönliche Malerausbildung erfolgte bei Léon Cogniet und Eugène Louis Lami in Paris.
Fritz von Dardel gehörte zu Karl XV. engstem Kreis und schuf eine Vielzahl an Aquarellen zu Personen und Ereignissen am schwedischen Hof, sowie von königlichen Reisen. Weiterhin gestaltete er Lithografien und Bilder zum Leben des gemeinen Volkes. Seine postum veröffentlichten Tagebücher waren in Französisch gehalten, da von Dardel nie richtig Schwedisch lernte.

## Werke (Auswahl)
- Minnen från Stockholm (zusammen mit J. A. Cronstedt, 1840–1844)
- Teckningar ur dagens händelser (1848–1852)
- Gubben med skåpet (1849)
- Familjen Tutings lustresa till Bomarsund (1853)
- Svenska och norska arméerna samt flottorna i deras nuvarande uniformering (1861–1863)